# Kámbos (Pátmos)
Kámbos (grec moderne : Κάμπος) est une localité située dans le dème de Pátmos, dans le district régional de Kálymnos, dans la périphérie d'Égée-Méridionale, en Grèce.
Selon le recensement de 2021, elle compte 687 habitants.